# Ekaterina Atalık

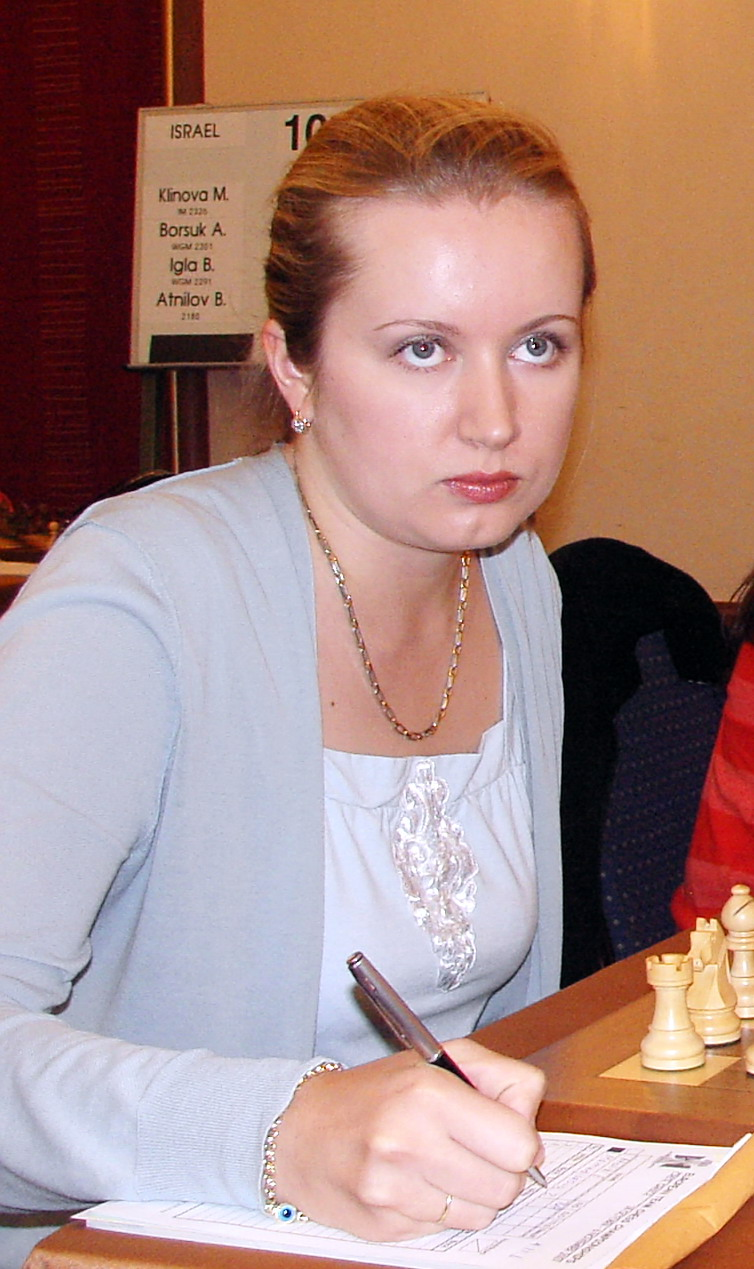
Ekaterina Atalık

Jekaterina (Ekaterina) Lvovna Atalık, Russisch: Екатерина Львовна Аталик, geboortenaam Polovnikova, Russisch: Половникова, (Rusland, 14 november 1982) is een Russisch-Turkse schaakster. Zij is zowel grootmeester bij de vrouwen (WGM) als Internationaal Meester (IM). In januari 2010 bedroeg haar FIDE-rating 2445 en stond zij op de 45e plaats van de honderd beste vrouwelijke schakers.
Onder haar geboortenaam Polovnikova speelde Atalık voor haar vaderland Rusland maar na haar huwelijk op 9 november 2005 met de achttien jaar oudere Turkse schaker Suat Atalık verkreeg zij de Turkse nationaliteit en komt zij sindsdien voor dit land uit.

## Overwinningen
In 1997 won zij voor Rusland het in het Estlandse Tallinn gehouden Europees kampioenschap schaken voor meisjes onder de zestien jaar.
Op 15 april 2006 werd zij voor Turkije kampioen op het in het Turkse Kuşadası gehouden Europees kampioenschap schaken voor vrouwen 2006.

## Schaakanalyse
Een analyse van haar schaakpartijen laat zien dat de partijen die door haar met de witte stukken worden begonnen vaker tot winst leiden dan die met de zwarte stukken zijn aangevangen. Gelijk spel daarentegen bereikt zij vaker met de zwarte stukken. Bij verloren partijen gaan beide gelijk op.

## Anekdote
Na hun huwelijkssluiting in Istanboel speelde het kersverse echtpaar een potje snelschaak om te bepalen wie er de baas in het huwelijk zou zijn. Het partijtje eindigde heel diplomatiek in remise.